# Kunda (hinduizm)
Kunda – arena ofiarna w hinduizmie używana podczas agnihotry. Zbudowana z cegieł w kształcie ściętej (najczęściej schodkowej) piramidy (ostrosłupa), zwykle przyozdabiana kolorowymi kwiatami i owocami. Rozpala się w niej ogień symbolizujący Wisznu, a następnie intonuje mantry (np. Brahma sanhitę) i wrzuca do ognia ziarno (będące symbolicznym aktem "spalenia" grzechów).
Współcześnie funkcję kund spełniają także gotowe miedziane paleniska wielokrotnego użytku.